# ブラツワフ県

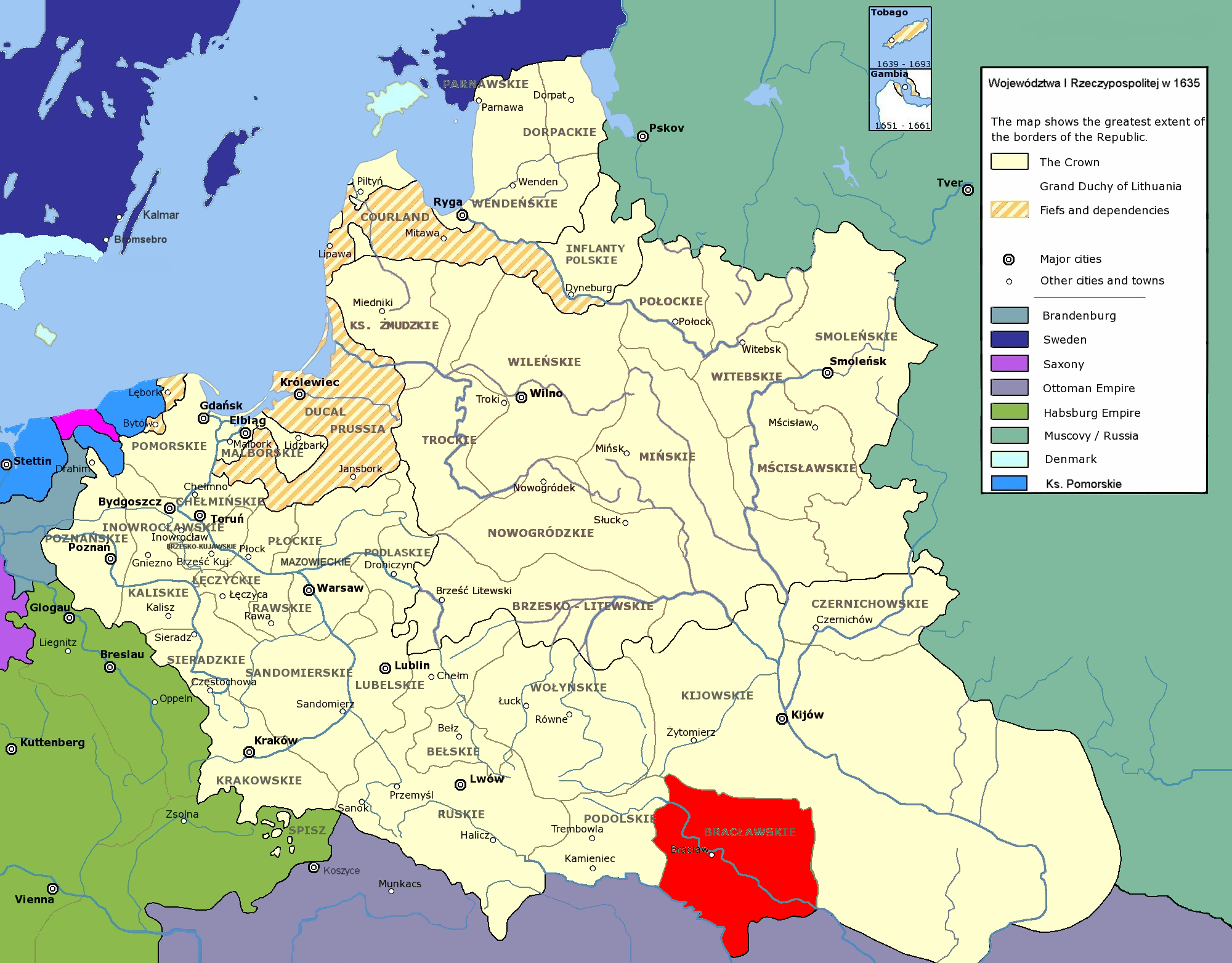
ポーランド・リトアニア共和国内のブラツワフ県の位置

ブラツワフ県 / ブラスラヴァス県（ポーランド語: Województwo bracławskie / リトアニア語: Braclavo vaivadija）はリトアニア大公国、後にポーランド・リトアニア共和国の県である。
1569年、リトアニア大公国の行政区画として設立し、1569年（ルブリン合同によりポーランド・リトアニア共和国が成立）にポーランド王国領に編入された。1793年の第2次ポーランド分割によって帝政ロシアに割譲され、消滅した。
県都はブラツワフに置かれ、県議会（セイミク(ru)）はウィンニツァ）で行われた。下位区分としてはブラツワフ郡、フィンニツァ郡、ズウィノグルドカ郡の3郡に分けられていた。